# Вич, Джон Гулд
Джон Гулд Вич (англ. John Gould Veitch, 1839 — 1870) — британский ботаник и садовод.

## Биография
Родился в 1839 году. Он был одним из известной династии английских садоводов, владевших несколькими питомниками декоративных растений в городе Эксетер.
В 1860 году в возрасте 21 года Джон был отправлен в Японию для сбора растений. Летом 1864 года он предпринял экспедицию в Австралию.
После возвращения в Англию в 1866 году Вич женился и у него было двое сыновей, один из которых, Джон Гулд Витч-младший, выступал за футбольную сборную Англии. Вскоре у него появились симптомы смертельного туберкулёза и он умер в возрасте 31 года в графстве Суррей 13 августа 1870 года.

## Почести
Род растений Veitchia был назван в его честь.